# Rakówki
Rakówki – dawny przystanek kolejki wąskotorowej w Jamnie, w gminie Raków, w województwie świętokrzyskim.